# Pintor de la bailarina de Berlín

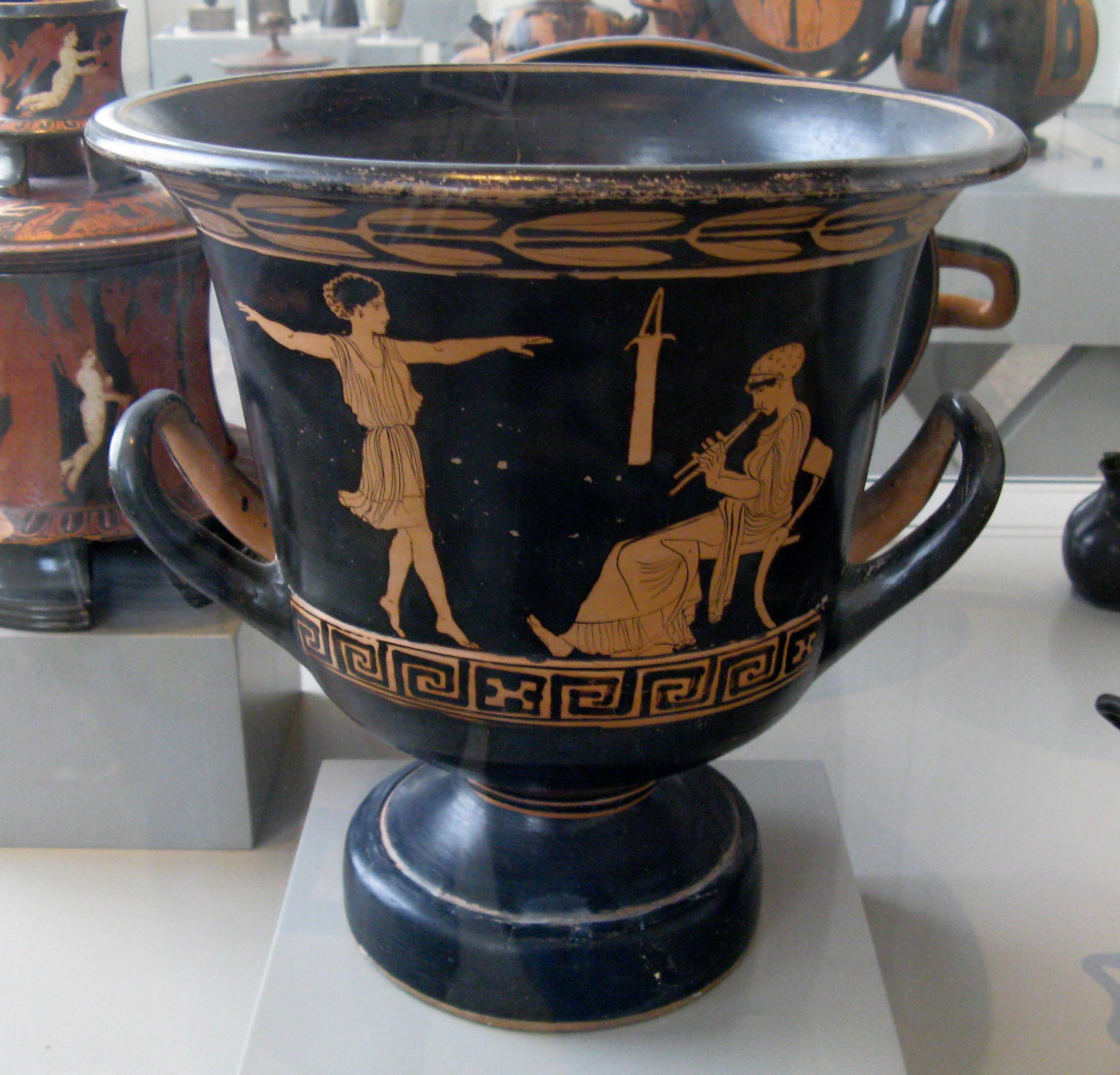
Vaso epónimo.

El Pintor de la bailarina de Berlín fue un pintor de vasos de figuras rojas de Apulia que estuvo activo entre el 430 y el 410 a. C. Su nombre se debe a una crátera de cáliz en la colección de la Antikensammlung Berlin   que representa a una chica bailando y una mujer sentada toca el aulós.
Como uno de los primeros pintores de figuras rojas del sur de Italia, debió ser educado en un taller ático. Su vaso epónimo muestra influencias del trabajo del Pintor de la fíala que trabajó en el Ática. Él y sus seguidores probablemente tenían sus talleres en Taras, la moderna Tarento.

## Obras

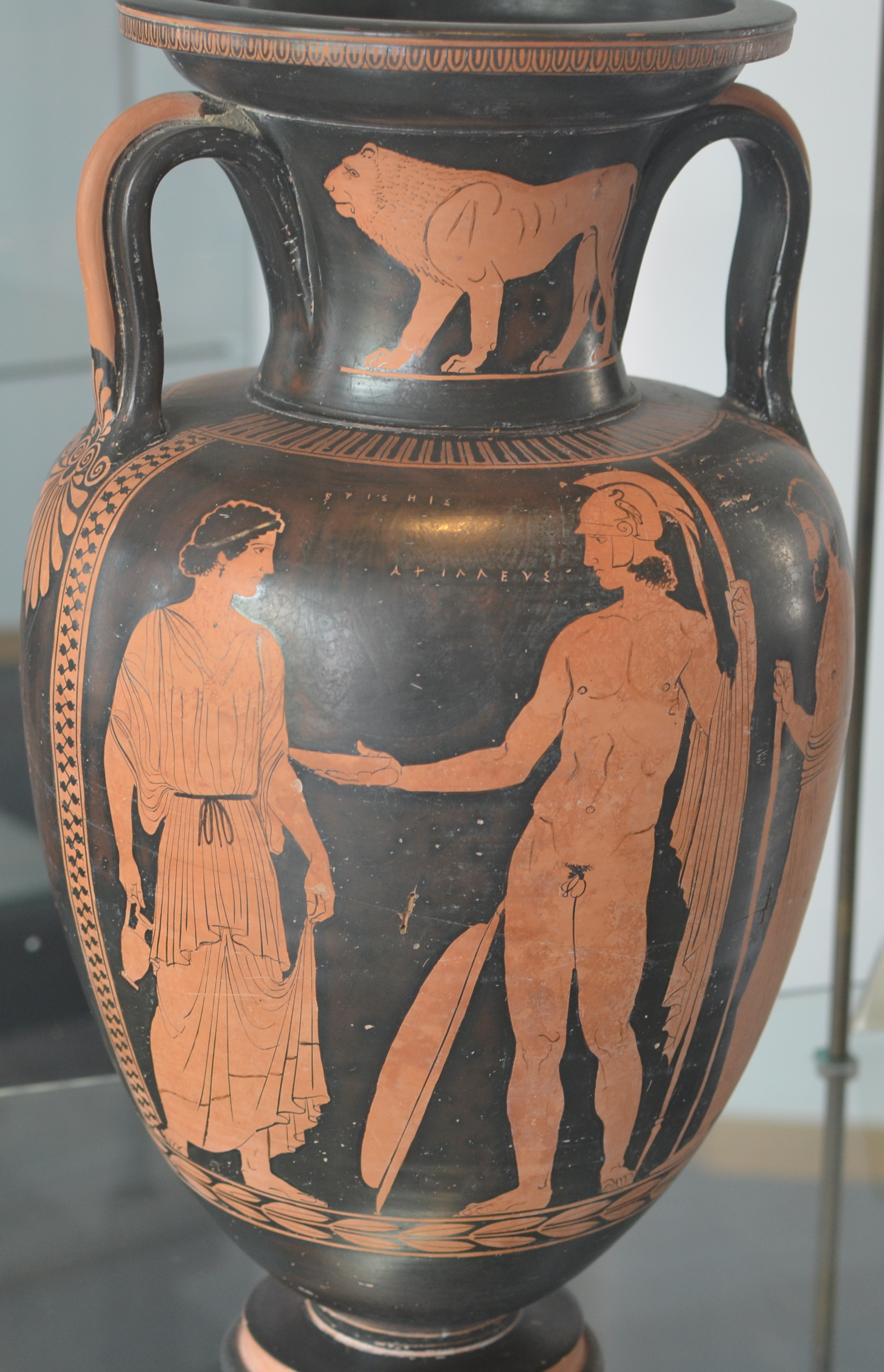
Briseida y Aquiles en un ánfora, Museo Provinciale Sigismondo Castromediano en Lecce, Italia.

Otras obras que se le atribuyen son:
- Una crátera conservada en el Rhode Island School of Design Museum. Se muestra una centauromaquia  en el vaso con Teseo o Heracles luchando contra dos centauros.
- Un ánfora en el Museo Provincial Sigismondo Castromediano en Lecce, Italia. Representa a Briseida y Aquiles.
- La única crátera de columnas atribuida a este pintor está en la colección del Museo Camillo Leone en Vercelli, Italia. Muestra la persecución de Troilo por Aquiles y está datada entre 420 y 410 a. C.[2]
- Una pélice en la National Gallery of Victoria mostrando una escena de Amazonomaquia.